# O Filho de Thor
O Filho de Thor é o primeiro livro da A Saga das Ilhas Brilhantes, escrito por Juliet Marillier que em inglês se chama Wolfskin.

## Resumo
Começa com o jovem viquingue, Eyvind, que o qual como filho do chefe quer ser o orgulho da família e tornar-se num grande guerreiro Pele-de-Lobo.
Um dia conhece um jovem aristocrático chamado Somerled. Ninguém gosta do rapaz só Eyvind consegue manter uma amizade com este rapaz estranho. Um dia o irmão de Somerled, Ulf, é nomeado para guiar uma parte do povo para umas ilhas das quais ouviram falhar. Ficou definido que primeiro partiria um grupo de homens os quais depois de verificar as condições das ilhas voltariam para levar as respectivas famílias e instalar-se para a criação de uma nova comunidade.
Durante a viagem Somerled fica cada vez mais estranho, só Eyvind mantém a mesma amizade apesar de, devido a um acontecimento estranho, começar a desconfiar do amigo. Chegados às ilhas verificam que estas já são habitadas pelo povo Folk. Ulf negoceia com o chefe das ilhas o possível comércio de madeiras e a instalação do seu povo naquelas ilhas. Os dois povos tentam trabalhar em conjunto e trocam conhecimentos. Alguns homens sem famílias integram-se e ficam a viver na ilha.
Somerled está cada vez mais estranho. Um dia, durante uma caçada anual numa pequena ilha próxima, Ulf desaparece. Encontram-no morto no fundo de uma ravina. Eyvind não consegue acreditar mas desconfia do amigo. Somerled torna-se rei daquele pequeno grupo de Viquingues e pela força domina também o resto do povo nativo da ilha.
A sobrinha do chefe da ilha, Nessa, está cada vez mais apaixonada por Eyvind, mesmo sem se aperceber pois ela estuda para ser sacerditisa do seu povo, e como tal, não pode constituir família.
Eyvind entra na adolescência e também se começa a interessar por Nessa, mas respeita a sua castidade. Os anos passam e o povo nativo farto de escravidão por parte dos viquingues planeia uma revolta. Alguns homens sentem-se divididos entre o seu povo de origem e o povo que os acolheu e do qual já têm descendentes. Eyvind também se sente dividido entre a sua amizade a Somerled e o amor que nutre por Nessa. Por fim Eyvind descobre o que o amigo realmente é, o assassino do próprio irmão.
Numa revolta ajuda os Folk, mas com a condição de ser ele a decidir o destino do amigo por se sentir responsável por ele. Eyvind aplica-lhe um castigo que o vai marcar para toda a vida. No segundo livro a história continua...

## Personagens
- Eyvind - um jovem Pele-de-Lobo que se apaixona por Nessa.
- Eirek - irmão de Eyvind.
- Nessa - a princesa das Ilhas Brilhantes e aprendiz de sacerdotisa. Apaixona-se por Eyvind.
- Somerled - um jovem que é irmão de sangue de Eyvind.

## Edições
Bertrand Editora, Portugal: ISBN 9789722513081